# Art Robinson
Arthur Brouhard Robinson, conosciuto come Art Robinson (Chicago, 24 marzo 1942), è un biochimico e politico statunitense.
Fondatore dell'Oregon Institute of Science and Medicine (un istituto privato di ricerca) e politico dell'Oregon, è conosciuto per le sue posizioni contrarie al riscaldamento globale.

## Biografia
Dopo aver conseguito il diploma di scuola superiore a Houston, Robinson si è iscritto al California Institute of Technology, dove ha ottenuto il Bachelor of Science in chimica nel 1963. Successivamente ha perfezionato i suoi studi all'Università della California a San Diego, dove ha conseguito il Ph.D in biochimica nel 1968. Dopo il conseguimento del dottorato ha cominciato subito a lavorare all'Università della California, ma dopo quattro anni ha rassegnato le dimissioni.  Unendosi al chimico Linus Pauling e ad altri colleghi, ha fondato a Menlo Park l'Istituto di Medicina Ortomolecolare, che nel 1973 ha preso il nome di Linus Pauling Institute. Dopo avere ricoperto per cinque anni le posizioni di professore di ricerca, direttore e presidente dell'istituto, nel 1978 Robinson è entrato in conflitto con Pauling ed è stato rimosso dai suoi incarichi, per cui ha lasciato l'istituto promuovendo una causa civile conclusasi con un accordo per una liquidazione di 575.000 dollari. Robinson si è poi trasferito in Oregon e nel 1980 ha fondato a Cave Junction l'Oregon Institute of Science and Medicine (OISM), di cui ha assunto la carica di presidente.  Lo scopo dichiarato dell'OISM è quello di svolgere attività di ricerca, sviluppo e divulgazione sulle malattie degenerative dovute all'invecchiamento, sugli effetti dell'ambiente sulla salute e il benessere e sulla prevenzione dei disastri e la difesa civile.
In seguito Robinson si è dedicato all'attività politica, partecipando come candidato del Partito Repubblicano alle elezioni della Camera dei rappresentanti del 2010, 2012, 2014, 2016 e 2018 contro Peter DeFazio, uscendo ogni volta sconfitto. Dal 2013 al 2015 Robinson è stato presidente del Partito Repubblicano dell'Oregon. Nel 2020 ha deciso di candidarsi per il Senato dell'Oregon ed è stato eletto, entrando in carica all'inizio del 2021.
La moglie di Robinson, Lauralee, è morta nel 1988. Robinson ha avuto sei figli, che vivono con lui in una fattoria nel sud dell'Oregon, vicino alla quale si trova l'Oregon Institute of Science and Medicine.

## Posizioni
Di orientamento conservatore, Robinson è contrario all'aborto e alle limitazioni del diritto di possedere armi. Critico verso l'idea che il riscaldamento globale sia causato dalle attività umane, ha promosso attraverso l'istituto da lui fondato la cosiddetta petizione Oregon contro il protocollo di Kyoto. Favorevole al disegno intelligente, Robinson ha firmato la dichiarazione A Scientific Dissent from Darwinism, promossa dal Discovery Institute contro il darwinismo.